# Білорічицька сільська рада
Білорі́чицька сільська́ ра́да — адміністративно-територіальна одиниця та орган місцевого самоврядування у Прилуцькому районі Чернігівської області. Адміністративний центр — село Білорічиця.

## Загальні відомості
Білорічицька сільська рада утворена у 1918 році.
- Територія ради: 65,26 км²
- Населення ради: 1 315 осіб (станом на 2001 рік)

## Населені пункти
Сільській раді були підпорядковані населені пункти:
- с. Білорічиця
- с. Бажанівка
- с. Боротьба
- с. Димирівка

## Склад ради
Рада складалася з 16 депутатів та голови.
- Голова ради: Коваленко Валерій Миколайович
- Секретар ради: Микитченко Світлана Григорівна

### Керівний склад попередніх скликань
| Прізвище, ім'я, по батькові   | Основні відомості                                                 | Дата обрання | Дата звільнення |
| ----------------------------- | ----------------------------------------------------------------- | ------------ | --------------- |
| Коваленко Валерій Миколайович | Сільський голова, 1961 року народження, освіта вища, безпартійний | 26.03.2006   | 31.10.2010      |
| Коваленко Валерій Миколайович | Сільський голова, 1961 року народження, освіта вища, безпартійний | 31.10.2010   |                 |

Примітка: таблиця складена за даними сайту Верховної Ради України

### Депутати
За результатами місцевих виборів 2010 року депутатами ради стали:

#### За суб'єктами висування
| Суб'єкт висування | Кількість обраних депутатів | %   |
| ----------------- | --------------------------- | --- |
| Самовисування     | 16                          | 100 |

#### За округами
| № округу | Прізвище, ім'я, по батькові      | Дата визнання обраним | Освіта             | Партійна приналежність                        | Відомості про обраного депутата                                                           |
| -------- | -------------------------------- | --------------------- | ------------------ | --------------------------------------------- | ----------------------------------------------------------------------------------------- |
| 1        | Гриб Григорій Григорович         | 02.11.2010            | середня            | позапартійний                                 | тимчасово не працює                                                                       |
| 2        | Гриб Світлана Павлівна           | 02.11.2010            | середня            | позапартійна                                  | тимчасово не працює                                                                       |
| 3        | Іванченко Світлана Григорівна    | 02.11.2010            | середня            | позапартійна                                  | тимчасово не працює                                                                       |
| 4        | Правдивець Людмила Олександрівна | 02.11.2010            | середня спеціальна | член Всеукраїнського об'єднання «Батьківщина» | Білорічицька загальноосвітня школа І-ІІІ ст., вихователь ГПД                              |
| 5        | Горлач Валентина Володимирівна   | 02.11.2010            | вища               | член Політичної партії «Наша Україна»         | Білорічицька загальноосвітня школа І-ІІІ ст., заступник директора школи з виховної роботи |
| 6        | Петенко Алла Іванівна            | 02.11.2010            | середня            | член Політичної партії «Наша Україна»         | Білорічицька загальноосвітня школа І-ІІІ ст., кухар                                       |
| 7        | Микитенко Світлана Григорівна    | 02.11.2010            | середня спеціальна | член Всеукраїнського об'єднання «Батьківщина» | Білорічицька сільська рада, секретар                                                      |
| 8        | Стебівка Микола Степанович       | 02.11.2010            | середня            | позапартійний                                 | Свято-Миколаївська церква, священик                                                       |
| 9        | Городнюк Іван Дмитрович          | 02.11.2010            | середня            | позапартійний                                 | ТОВ «Крок-УкрЗалізБуд», бригадир тракторної бригади                                       |
| 10       | Губарєва Тетяна Григорівна       | 02.11.2010            | середня            | позапартійна                                  | тимчасово не працює                                                                       |
| 11       | Іванченко Лариса Михайлівна      | 02.11.2010            | середня            | позапартійна                                  | ТОВ «Оранта», страховий агент                                                             |
| 12       | Мошка Валентна Миколаївна        | 02.11.2010            | середня            | член Всеукраїнського об'єднання «Батьківщина» | Білорічицьке відділення зв'язку, завідувачка                                              |
| 13       | Гузь Любов Вікторівна            | 02.11.2010            | середня спеціальна | член Всеукраїнського об'єднання «Батьківщина» | Білорічицька загальноосвітня школа І-ІІІ ст., зав. госп.                                  |
| 14       | Кабанець Ганна Михайлівна        | 02.11.2010            | середня спеціальна | член Партії регіонів                          | Малодівицький ДЛВМ, завідувачка                                                           |
| 15       | Гаврилюк Петро Миколайович       | 02.11.2010            | вища               | позапартійний                                 | Білорічицька сільська лікарська амбулаторія, головний лікар                               |
| 16       | Горносталь Наталія Михайлівна    | 02.11.2010            | середня            | член Всеукраїнського об'єднання «Батьківщина» | Білорічицька загальноосвітня школа І-ІІІ ст., бібліотекар                                 |